# Bataille de Tehumardi
Front de l'Est de la Seconde Guerre mondiale
Batailles
- Kingisepp–Gdov
- Narva (1re offensive
- 2e offensive
- 3e offensive
- 4e offensive
- 5e offensive)
- Bombardements de Tallinn
- Auvere
- Ligne Tannenberg
- Tartu
- Tallinn
- Porkuni
- Moonsund
- Tehumardi

La bataille de Tehumardi (estonien : Tehumardi öölahing, russe : Бой у Техумарди, allemand Schlacht von Tehumardi) est une bataille liée à l'opération Moonsund pendant la Seconde Guerre mondiale. Les soldats soviétiques ont combattu les troupes allemandes qui occupaient Tehumardi (en). Ce fut l'un des affrontements les plus brutaux lors des combats sur l'île estonienne de Saaremaa en 1944.

## Contexte
L'opération soviétique Moonsund le 29 septembre 1944, avait rapidement gagné du terrain. La plus petite île de Muhu est abandonnée avec peu de résistance organisée, tout comme Hiiumaa. Le 5 octobre, les Soviétiques débarquent à Saaremaa. Après de nombreux combats en 1941, les Allemands mènent un retrait rapide des combats et prévoient de prendre position sur la péninsule facilement défendable de Sõrve.

## Forces allemandes
Deux bataillons d'infanterie du 67e régiment de Grenadier Potsdam de la 23e division d'infanterie avaient occupé une position défensive sur la rivière Nasva, juste à l'Ouest de la ville de Kuressaare. Ils faisaient partie du Kampfgruppe Eulenburg, dont la plupart avaient déjà pris position sur la péninsule de Sõrve. Les premier et deuxième bataillons étaient respectivement commandés par le Hauptmaenner H. Ulrichs et Klaus Ritter. Ensemble, les bataillons réduits rassemblent environ 700 à 750 hommes. Etant incapables de communiquer être elles et se sentant de plus en plus isolés, l'ordre est donné de se replier sur Sõrve vers minuit le 8 octobre.

## Forces soviétiques
Pendant ce temps, contournant la position allemande sur la Nasva, les unités soviétiques se déplacent vers le Sud pour occuper des positions à cheval sur la route principale menant à la péninsule. Il s'agit d'éléments du 307e bataillon antichar de la 249e division estonienne de fusiliers (ru), environ 370 hommes commandés par le major V. Miller. Plus tard dans la soirée, ils sont rejoints par le 1er bataillon du 917e régiment, environ 300 hommes commandés par le major G. Karaulnov, avançant sur une route secondaire menant au petit village de Tehumardi, juste avant le goulet d'étranglement de la péninsule. De nombreux soldats des unités soviétiques sont des Estoniens enrôlés de force. En raison du manque de reconnaissance, les Soviétiques ne sont pas au courant du retrait des unités allemandes et le décor est planté pour une bataille nocturne confuse lorsque les forces s'affronteront de front.

## La bataille
Soupçonnant une présence ennemie, les soldats reçoivent l'ordre de rester aussi silencieux que possible, perçant les positions ennemies avec une attaque soudaine. Les deux bataillons se séparent, le 1er se déplaçant le long de la ligne de flottaison, le 2e se déplaçant le long de la route principale en parallèle, distante d'environ 200 mètres.
Les Soviétiques, le 1er bataillon du 917e sont rapidement débordés, mais les Allemands se heurtent alors aux positions antichars de la 307e. La bataille dégénère en corps à corps chaotique dans l'obscurité, avec de lourdes pertes des deux côtés.

## Conséquences
La majorité des Allemands réussissent une percée pour rejoindre la défense de la péninsule de Sõrve, mais près de 200 hommes sont perdus. Les soldats allemands capturés sont abattus, comme cela se produit régulièrement pendant les combats sur l'île. La plupart des véhicules sont également laissés pour compte, y compris un char léger et un canon FlaK automoteur. Les Soviétiques comptent également environ 200 hommes tués, avec un nombre inconnu de blessés. Les tués comprennent notamment le commandant, le major V. Miller. Au moins un char et plusieurs canons ont également été mis hors de combat.
L'action retarde l'attaque soviétique sur la péninsule, donnant aux Allemands plus de temps pour améliorer leurs défenses. Mais les forces allemandes aux abois peuvent difficilement se permettre des pertes d'équipement et de main-d'œuvre à ce stade de la guerre. Après plusieurs semaines de combats acharnés, la péninsule de Sõrve, et donc toute l'île de Saaremaa, est évacuée par les Allemands les 23 et 24 novembre.

## Après-guerre

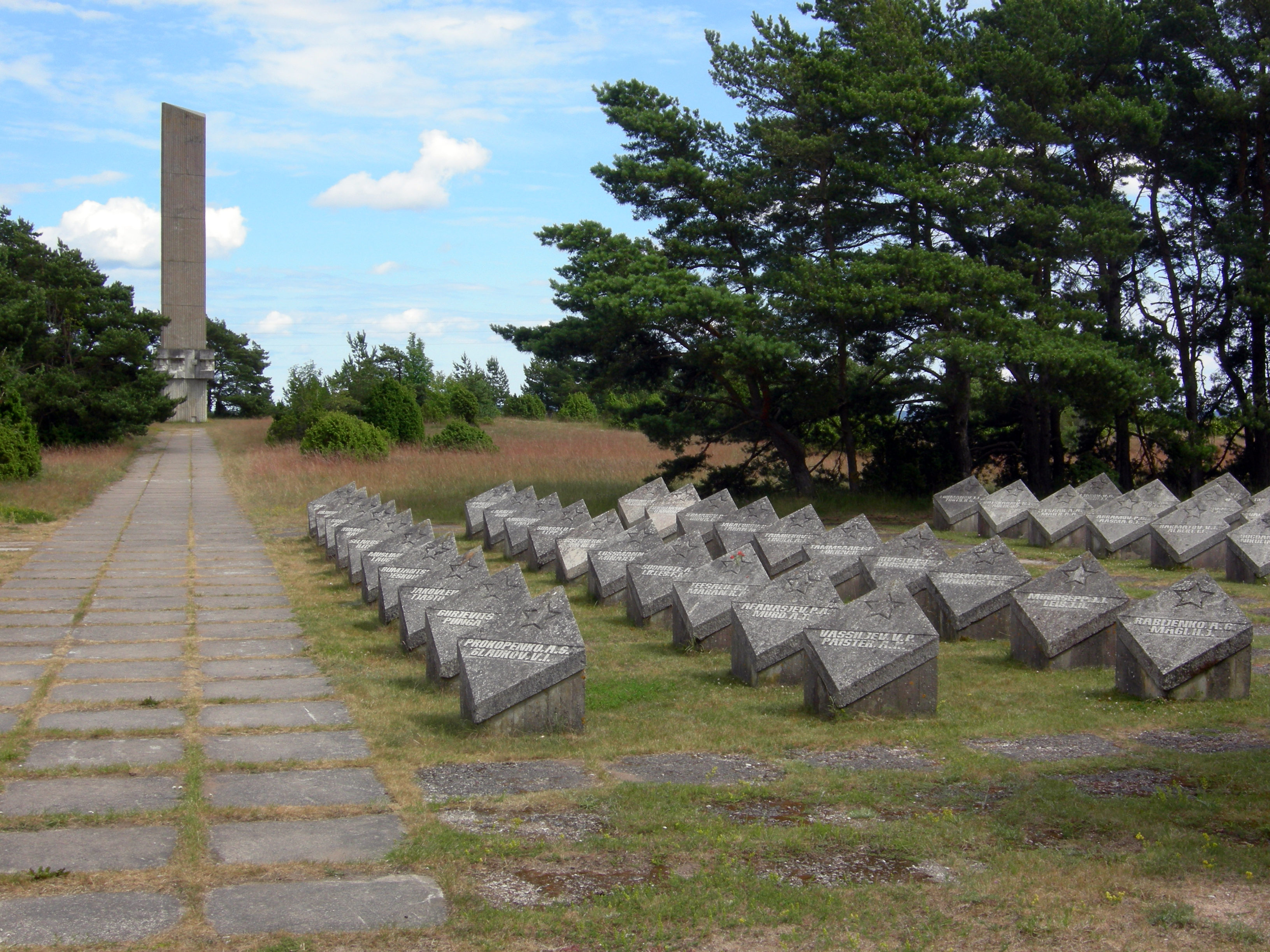
Mémorial de guerre de Tehumardi.

Pour commémorer la bataille, en 1967, les Soviétiques ont élevé un gigantesque monument en forme d'épée de style soviétique fait de béton et de dolomite. Plusieurs dalles de béton massives portant les noms des Soviétiques tombés au combat sont montées à proximité. La plupart des Soviétiques ont été enterrés sur le site.